# Suleiman Abdullahi
Suleiman Abdullahi (ur. 10 grudnia 1996 w Kadunie) – nigeryjski piłkarz występujący na pozycji napastnika w niemieckim klubie Union Berlin. Wychowanek El-Kanemi Warriors, w trakcie swojej kariery grał także w takich zespołach, jak Viking FK oraz Eintracht Brunszwik.